# Viola Myers
Viola Lillian Myers (późniaje Richardson, ur. 29 czerwca 1927 w Toronto, zm. 15 listopada 1993 tamże) – kanadyjska lekkoatletka specjalizująca się w krótkich biegach sprinterskich, uczestniczka letnich igrzysk olimpijskich w Londynie (1948), brązowa medalistka olimpijska w biegu sztafetowym 4 × 100 metrów.

## Sukcesy sportowe
| Rok  | Miasto | Zawody               | Konkurencja                      | Wynik                    |
| ---- | ------ | -------------------- | -------------------------------- | ------------------------ |
| 1948 | Londyn | Igrzyska olimpijskie | sztafeta 4 × 100 m bieg na 100 m | brązowy medal 4. miejsce |

## Rekordy życiowe
- bieg na 100 metrów – 12,2 – Hamilton 26/06/1948[3]
- bieg na 200 metrów – 25,7 – Toronto 03/09/1949